# سالي مورغان
سالي مورغان (بالإنجليزية: Sally Morgan)‏ هي كاتبة للأطفال وكاتِبة أسترالية، ولدت في 18 يناير 1951 في برث في أستراليا.

## وصلات خارجية
- سالي مورغان على موقع الموسوعة البريطانية (الإنجليزية)